# Pat i Patachon

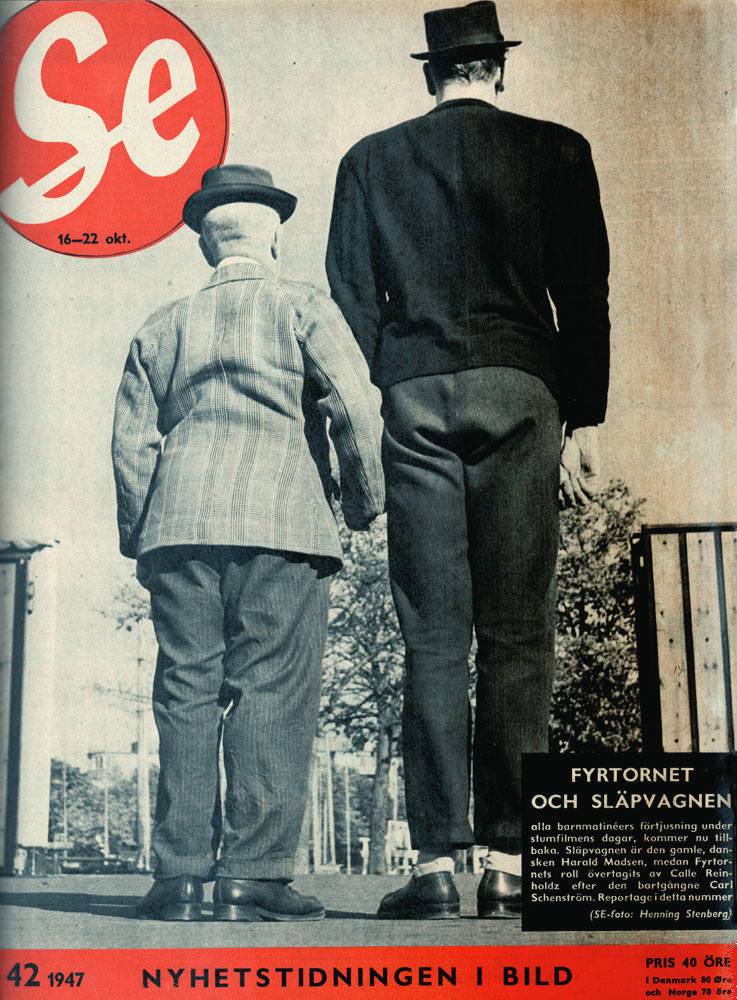
Pat i Patachon (okładka magazynu Se, 1947).

Pat i Patachon, zapisywany także jako Pat i Pataszon (duń. Fyrtårnet og Bivognen, w skrócie Fy og Bi) – para duńskich komików filmowych, którą tworzyli Carl Schenström (1881–1942) i Harald Madsen (1890–1949) popularna w Europie w latach 20. i 30. XX wieku. Od 1921 (film reżysera L. Lauritzena) pierwsza para komików filmowych, skontrastowanych wzrostem, rozmaicie określanych w różnych krajach (np. w Anglii Long and Short) do 1940 długi szereg groteskowych komedii, zrealizowanych wspólnie i bardzo popularnych. 
W rolach eksponowali kontrast sylwetek i charakterów (burleski m.in. On, ona i Hamlet, Don Kichot).

## Filmografia
- 1926: Don Kichot (Don Quixote)
- 1926: Pat i Patachon w opałach
- 1932: On, ona i Hamlet (Han, hun og Hamlet)
- 1937: Pat i Patachon w raju

## Wyrażenie
Wyglądać jak Pat i Pataszon – powiemy o dwóch osobach, które bardzo różnią się wzrostem, tak jak odtwórcy tych postaci. Pat był wysoki, a Pataszon niski.